# Bellevalia
Die Bellevalia sind eine Pflanzengattung innerhalb der Familie Spargelgewächse (Asparagaceae). Eingedeutscht werden sie „Bellevalien“ genannt, einige Arten werden wie die nah verwandte Gattung Hyacinthus „Hyazinthe“ genannt. Die etwa 70 Arten sind vom Mittelmeerraum, der Türkei (26 Arten) und Israel (elf Arten), bis ins zentrale Asien: Iran, Afghanistan und Pakistan (zwei Arten) verbreitet.

## Beschreibung
Bellevalia-Arten sind ausdauernde krautige Pflanzen. Diese Geophyten bilden Zwiebeln mit einer häutigen, braunen Ummantelung („Tunika“) als Überdauerungsorgane aus. Nur grundständig stehen einige einfache, parallelnervige Laubblätter.
Endständig auf zylindrischen, glatten Blütenstandsschäften stehen Trauben. Die zahlreichen Blüten stehen in der Achsel kleiner, häutiger Tragblätter. Die geraden Blütenstiele wachsen bis zur Fruchtreife und stehen dann ab. Die zwittrigen Blüten sind dreizählig. Die sechs gleichgeformten Blütenhüllblätter sind auf einem Drittel bis zur Hälfte ihre Länge röhrig, glockenförmig oder trichterförmig verwachsen. Der unverwachsene Teil der Blütenhüllblätter ist mehr oder weniger nach außen gebogen. Die Farben der Blütenhüllblätter reicht von weiß über cremefarben bis braun oder seltener von blau bis violett; oft ändert sich ihre Farbe vom Knospenzustand bis zur Fruchtbildung. Es sind zwei Kreise mit je drei Staubblättern vorhanden; die kurzen Staubbeutel sind blau. Die drei Fruchtblätter sind zu einem oberständigen Fruchtknoten verwachsen. Die Kapselfrucht ist im Querschnitt dreieckig mit geflügelten Kanten. Die Samen sind mehr oder weniger kugelförmig und bereift, selten länglich und glänzend.

## Systematik
Die Gattung Bellevalia wurde 1808 von Philippe-Isidore Picot de Lapeyrouse erstveröffentlicht. Der Gattungsname ehrt den französischen Botaniker Pierre Richer de Belleval (1564–1632). Ein Synonym für Bellevalia Lapeyr. ist: Strangweja Bertol. Das Homonym Bellevalia Roem. & Schult. ist ein Synonym der Gattung Richeria Vahl aus der Familie der Phyllanthaceae.
Einige Arten gehörten früher zur Gattung Hyacinthus. Die Gattung Bellevalia gehört zur Tribus Hyacintheae in der Unterfamilie der Scilloideae innerhalb der Familie Spargelgewächse (Asparagaceae).
Es gibt etwa 70 Bellevalia-Arten:

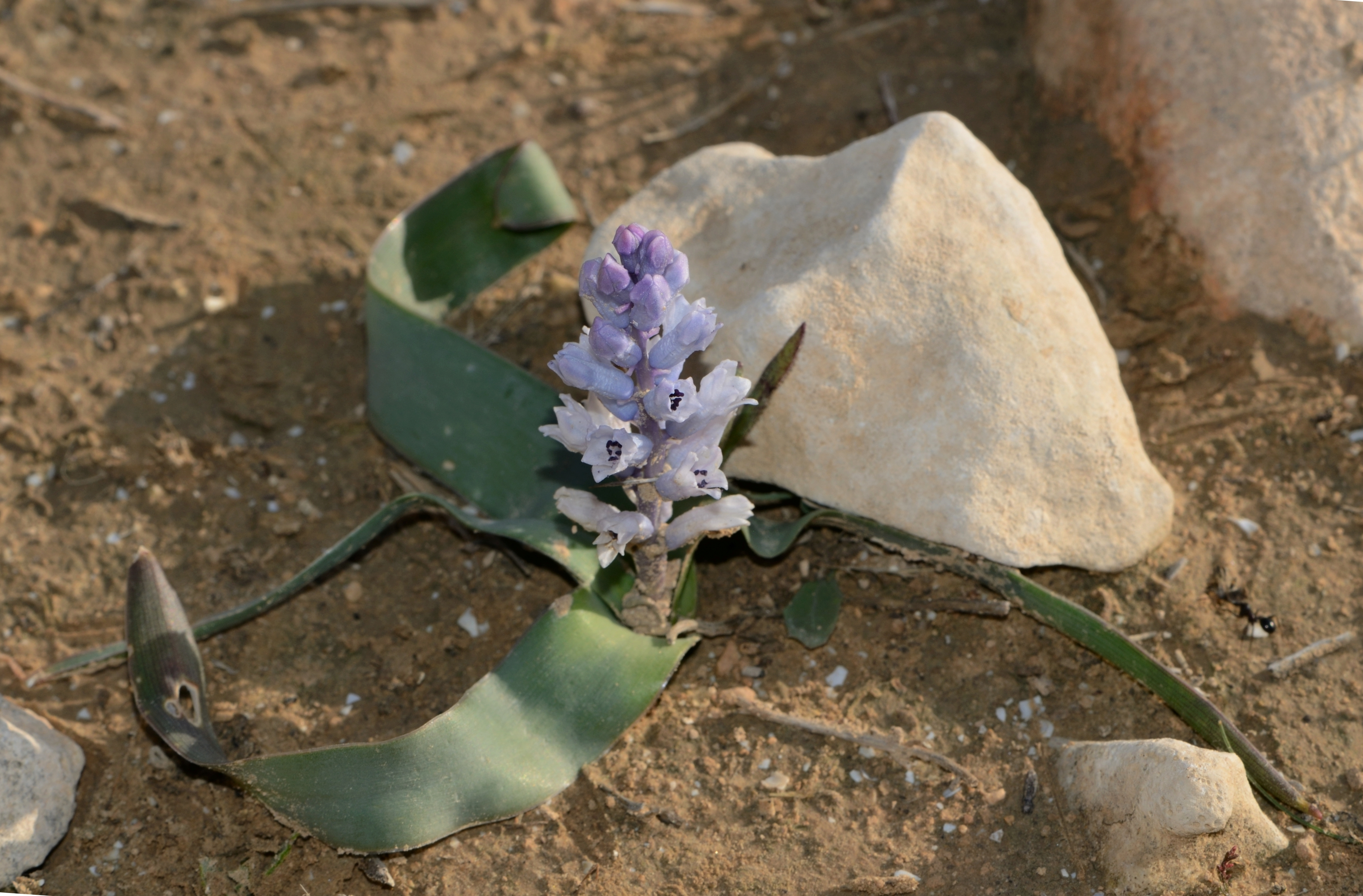
Bellevalia desertorum

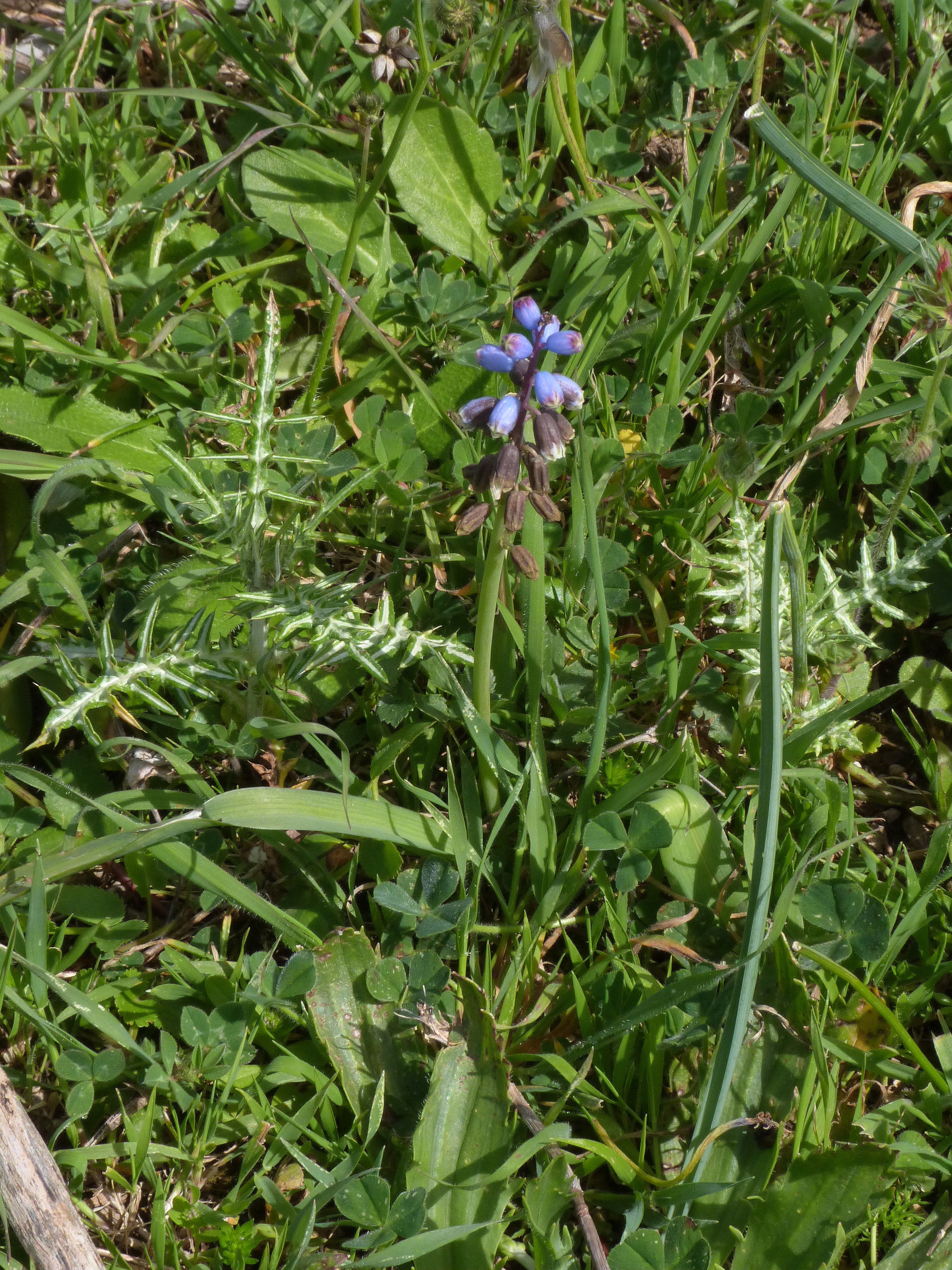
Bellevalia dubia

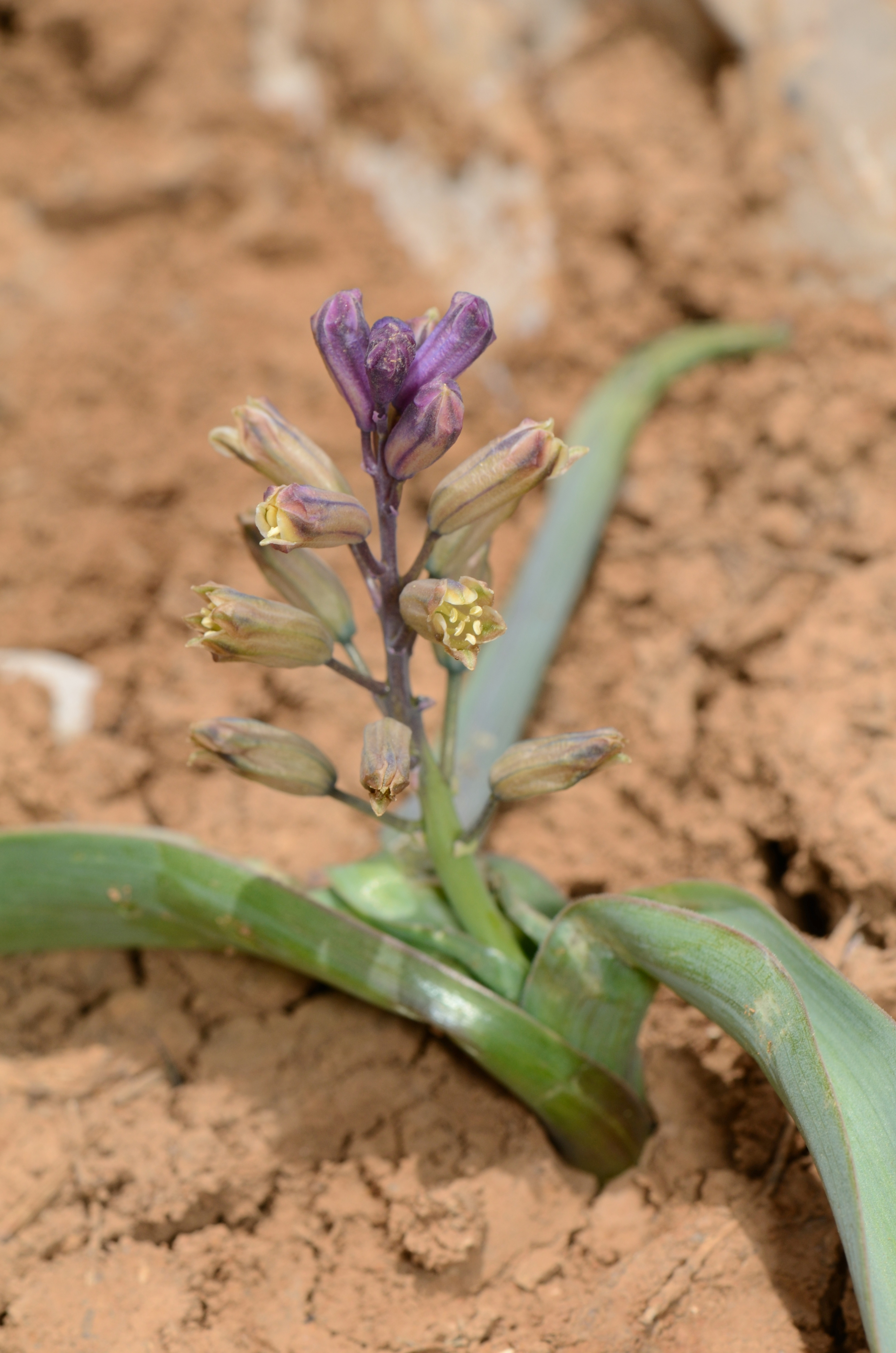
Bellevalia hermonis

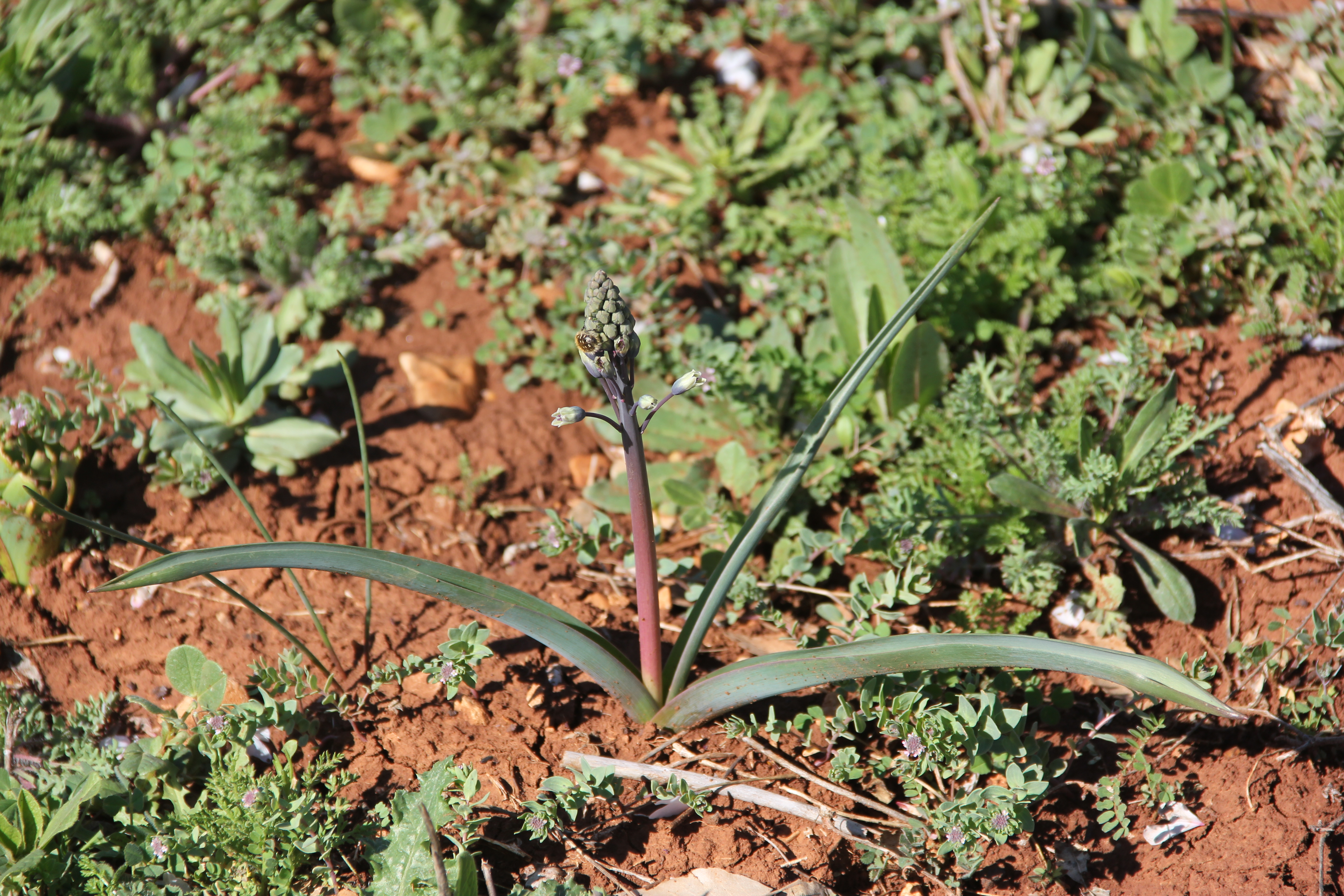
Bellevalia longipes

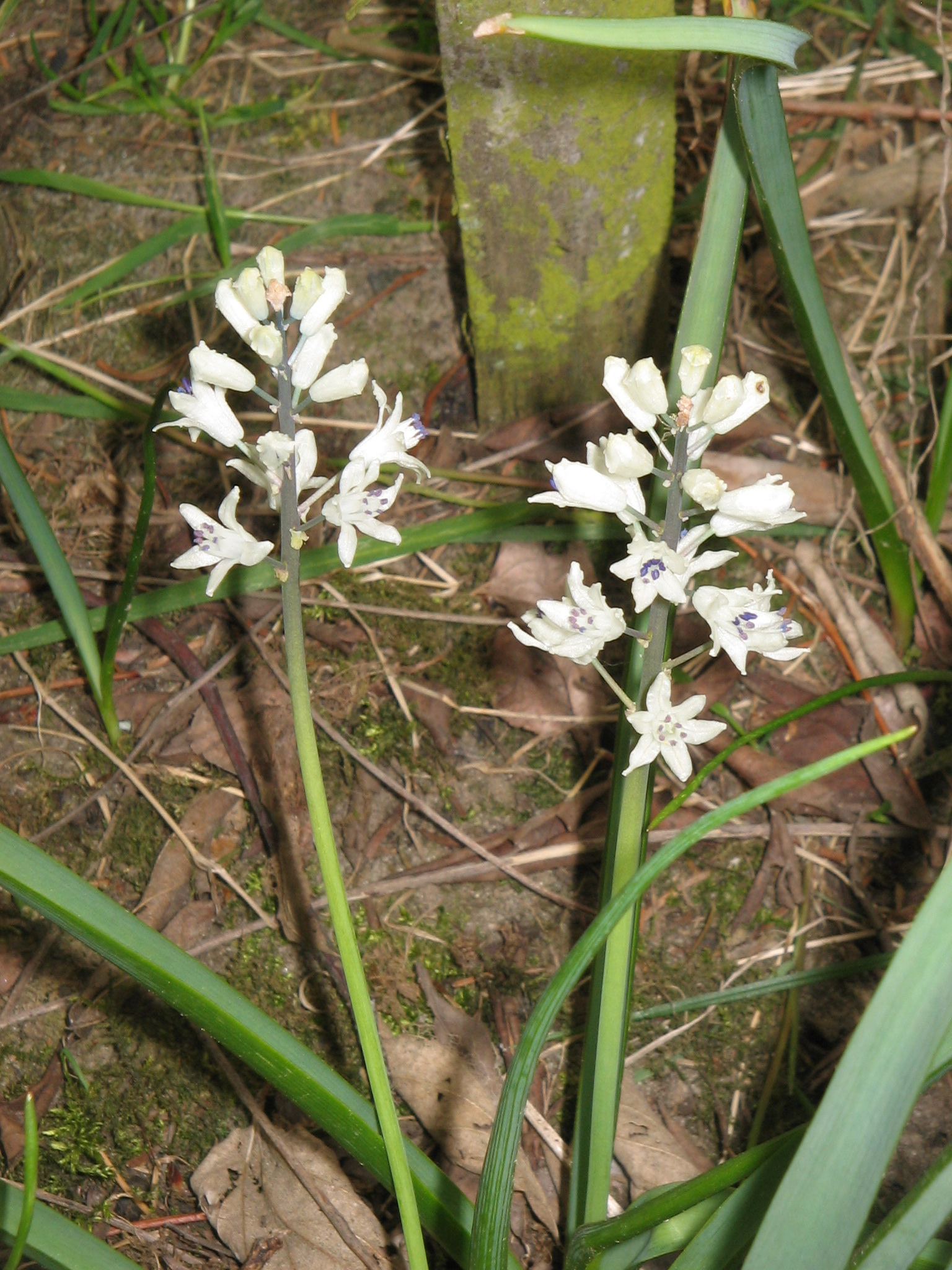
Bellevalia romana

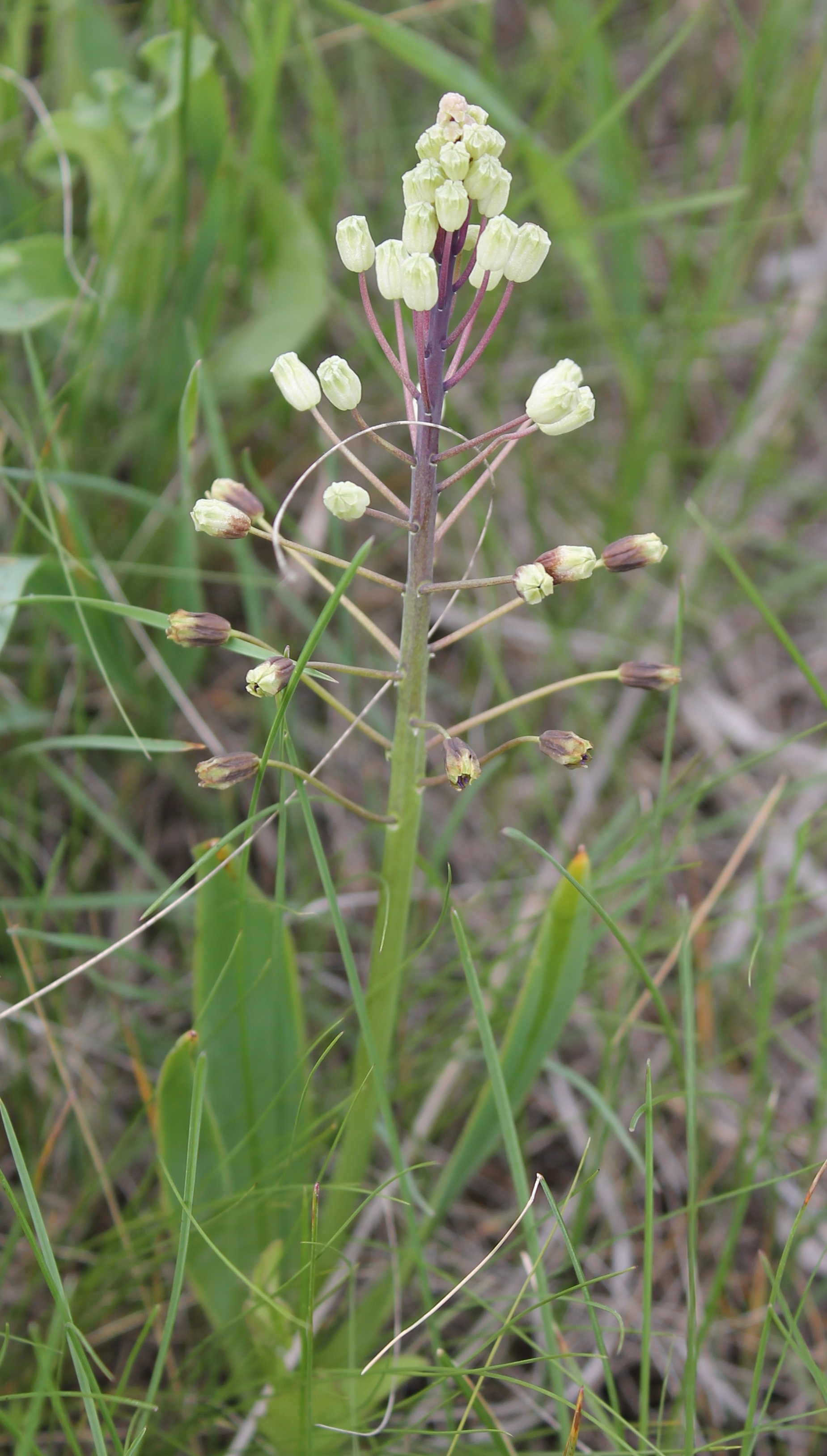
Bellevalia speciosa

- Bellevalia anatolica B.Mathew & Özhatay: Sie kommt in der östlichen Türkei vor.[5]
- Bellevalia assadii Wendelbo: Sie kommt im nordwestlichen Iran vor.[5]
- Bellevalia aucheri (Baker) Losinsk.: Sie kommt im Iran vor.[5]
- Bellevalia behcetii Pinar, Eroglu & Fidan: Die 2016 erstbeschriebene Art kommt in der Türkei vor.[5]
- Bellevalia brevipedicellata Turrill: Sie kommt nur in Südwest-Kreta vor.[5]
- Bellevalia chrisii Yildirim & B.Sahin[6]: Sie kommt in der Türkei vor. Sie wurde 2014 erstbeschrieben.[5]
- Bellevalia ciliata (Cirillo) T.Nees: Sie kommt ursprünglich in Süditalien, in Griechenland, in Algerien, Tunesien und Libyen vor.[5]
- Bellevalia clusiana Griseb.: Sie kommt in der nördlichen und zentralen Türkei vor.[5]
- Bellevalia crassa Wendelbo: Sie kommt in der türkischen Provinz Erzincan vor.[5]
- Bellevalia cyanopoda Wendelbo: Sie kommt im westlichen Iran vor.[5]
- Bellevalia cyrenaica Maire & Weiller: Sie kommt im nordöstlichen Libyen vor.[5]
- Bellevalia decolorans Bornm.: Sie kommt im nördlichen Irak und im westlichen Iran vor.[5]
- Bellevalia densiflora Boiss.: Sie kommt von Syrien bis ins nordöstliche Israel vor.[5]
- Bellevalia desertorum Eig & Feinbrun: Sie kommt in Israel, Jordanien und auf der Sinaihalbinsel vor.[5]
- Bellevalia douinii Pabot & Mouterde: Sie kommt in Syrien vor.[5]
- Bellevalia dubia (Guss.) Schult. & Schult. f. (Syn.: Bellevalia dolichophylla Brullo & Miniss.): Sie kommt in drei Unterarten in Portugal, Italien und Sizilien, auf der Balkanhalbinsel, in Marokko, Algerien und Tunesien, in der Ägäis und in der Türkei vor.[5]
- Bellevalia edirnensis Özhatay & B.Mathew: Sie kommt vom nordöstlichen Griechenland bis in die europäische Türkei vor.[5]
- Bellevalia eigii Feinbrun: Die Heimat ist Jordanien, das südliche Israel, das nördliche Ägypten und die Sinaihalbinsel.[5]
- Bellevalia feinbruniae Freitag & Wendelbo: Sie kommt in Afghanistan vor.[5]
- Bellevalia flexuosa Boiss.: Sie kommt in zwei Varietäten von Syrien bis Ägypten, auf der Sinaihalbinsel, in Kuweit und in Saudi-Arabien vor.[5]
- Bellevalia fominii Woronow: Sie kommt von der östlichen Türkei, in Transkaukasien und im nordwestlichen Iran vor.[5]
- Bellevalia galitensis Bocchieri & Mossa: Sie kommz in Tunesien vor.[5]
- Bellevalia glauca (Lindl.) Kunth: Sie kommt im Irak, im Iran und im westlichen Pakistan vor.[5]
- Bellevalia gracilis Feinbrun: Sie kommt in der zentralen und in der nordöstlichen Türkei vor.[5]
- Bellevalia hermonis Mouterde: Sie kommt in Syrien und im Libanon vor.[5]
- Bellevalia heweri Wendelbo: Sie kommt im südwestlichen Iran vor.[5]
- Bellevalia hyacinthoides (Bertol.) K.Perss. & Wendelbo: Sie kommt in Griechenland vor.[5]
- Bellevalia juliana Bareka, Turland & Kamari: Sie kommt in Kreta vor. Sie wurde 2015 erstbeschrieben.[5]
- Bellevalia koeiei Rech.f.: Sie kommt im westlichen Iran vor.[5]
- Bellevalia koyuncui Karabacak & Yildirim: Sie kommt in der Türkei vor.[5] Sie wurde 2015 erstbeschrieben.[7]
- Bellevalia kurdistanica Feinbrun: Sie kommt in der östlichen Türkei bis zum nördlichen Irak vor.[5]
- Bellevalia leucantha K.Perss.: Die Heimat ist die Türkei. Sie wurde 2006 erstbeschrieben.[5]
- Bellevalia lipskyi (Miscz.) Wulff.: Sie kommt auf der südwestlichen Krim vor.[5]
- Bellevalia longipes Post: Die Heimat ist die südöstliche Türkei, das Gebiet von Syrien und Libanon, Palästina, die Sinaihalbinsel, Irak, Transkaukasien und der Iran.[5]
- Bellevalia longistyla (Miscz.) Grossh.: Die Heimat ist die östliche Türkei, Transkaukasien und der westliche Iran.[5]
- Bellevalia macrobotrys Boiss.: Sie kommt in zwei Unterarten von Algerien bis zum westlichen Iran und Transkaukasien vor.[5]
- Bellevalia malatyaensis Uzunh. & H.Duman: Sie kommt in der Türkei vor.[8] Sie wurde 2013 erstbeschrieben.[5]
- Bellevalia mathewii Özhatay & Koçak: Sie kommt in der südlichen Türkei vor.[5]
- Bellevalia mauritanica Pomel: Sie kommt in Marokko, Algerien, Tunesien, Libyen und vielleicht auch in Ägypten vor.[5]
- Bellevalia modesta Wendelbo: Sie kommt in der südlichen Türkei vor.[5]
- Bellevalia montana (K.Koch) Boiss., Syn.: Bellevalia albana Woronow, Bellevalia makuensis Woronow ex Grossh., Bellevalia wilhelmsii (Steven) Woronow: Sie kommt von der nordöstlichen Türkei bis Transkaukasien vor.[5]
- Bellevalia mosheovii Feinbrun: Sie kommt von Syrien und Jordanien bis zum Irak vor.[5]
- Bellevalia multicolor Wendelbo: Sie kommt im nordwestlichen Iran vor.[5]
- Schneeweiße Hyazinthe (Bellevalia nivalis Boiss. & Kotschy, Syn.: Bellevalia pieridis (Holmboe) Feinbrun): Sie kommt in Zypern und Syrien vor.[5]
- Bellevalia olivieri (Baker) Wendelbo, Syn.: Bellevalia latifolia Feinbrun: Sie kommt von der südöstlichen Türkei und dem Irak bis zum westlichen und zentralen Iran vor.[5]
- Bellevalia palmyrensis Feinbrun: Sie kommt in Syrien vor.[5]
- Bellevalia paradoxa (Fisch. & C.A.Mey.) Boiss., Syn.: Bellevalia pycnantha (K.Koch) Losinsk.: Sie kommt von der östlichen Türkei, Transkaukasien und dem Irak bis zum westlichen und nördlichen Iran vor.[5]
- Bellevalia parva Wendelbo: Sie kommt im nördlichen Irak vor.[5]
- Bellevalia pelagica C.Brullo, Brullo & Pasta: Sie ist ein Endemit auf Lampione.[9] Sie wird aber auch als Synonym zu Bellevalia dubia (Guss.) Schult. & Schult.f. gestellt.[5]
- Bellevalia pseudofominii Özhatay & E.Kaya: Sie kommt in der Türkei vor. Sie wurde 2014 erstbeschrieben.[5]
- Bellevalia pseudolongipes Karabacak & Yildirim[10]: Sie kommt in der Türkei vor. Sie wurde 2014 erstbeschrieben.[5]
- Bellevalia rixii Wendelbo: Sie kommt in der östlichen Türkei vor.[5]
- Römische Hyazinthe (Bellevalia romana (L.) Sweet): Die Heimat ist Südeuropa und Ägypten.[5]
- Bellevalia salah-eidii Täckh. & Boulos: Sie kommt im nördlichen Ägypten vor.[5]
- Bellevalia saviczii Woronow: Sie kommt vom südlichen Turkmenistan bis zum westlichen Pakistan vor.[5]
- Bellevalia sessiliflora (Viv.) Kunth: Sie kommt im nördlichen Libyen und im nördlichen Ägypten vor.[5]
- Bellevalia shiraziana Parsa: Sie kommt im südwestlichen Iran vor.[5]
- Bellevalia sirnakensis (Yild.) Yild. (Syn.: Muscari sirnakense Yild.): Sie kommt in der südwestlichen Türkei vor.[5]
- Bellevalia sitiaca Kypriotakis & Tzanoud.: Sie kommt nur in Ost-Kreta vor.[5]
- Bellevalia speciosa Woronow ex Grossh., Syn.: Bellevalia sarmatica (Pall. ex Georgi) Woronow: Sie kommt von Rumänien bis zum nordwestlichen Iran vor.[5]
- Bellevalia spicata (Raf.) Boiss.: Sie kommt im westlichen und im südlichen Griechenland vor.[5]
- Bellevalia stepporum Feinbrun: Mit drei Varietäten. Sie kommt in Jordanien, Israel und Syrien vor.[5]
- Bellevalia tabriziana Turrill: Sie kommt im nordwestlichen Iran vor.[5]
- Bellevalia tauri Feinbrun: Sie kommt in der südwestlichen und in der südlichen Türkei vor.[5]
- Dreiblättrige Hyazinthe (Bellevalia trifoliata (Ten.) Kunth): Sie kommt in Südfrankreich, in Italien und von Griechenland bis Israel vor.[5]
- Bellevalia tristis Bornm.: Sie kommt im westlichen Iran vor.[5]
- Bellevalia turkestanica Franch. (Syn.: Bellevalia atroviolacea Regel): Sie kommt vom Pamir-Gebirge bis zum nördlichen und nordöstlichen Afghanistan vor.[5]
- Bellevalia undulatifolia Özhatay, Gürdal & E.Kaya: Sie kommt nur in der türkischen Provinz Antalya vor.[5]
- Bellevalia validicarpa Ponert: Sie kommt im Iran vor.[5]
- Bellevalia vuralii B.Sahin & Aslan: Die 2016 erstbeschriebene Art kommt in der Türkei vor.[5]
- Bellevalia warburgii Feinbrun: Sie kommt im Gebiet von Syrien und Libanon, in Palästina und auf der Sinaihalbinsel vor.[5]
- Bellevalia webbiana Parl.: Sie kommt in Norditalien vor.[5]
- Bellevalia wendelboi Maassoumi & Jafari[5]: Sie kommt im westlichen Iran vor.[11]
- Bellevalia zoharyi Feinbrun: Mit zwei Varietäten. Sie kommt vorn Jordanien bis zur Sinaihalbinsel vor.[5]

Nicht mehr zur Gattung Bellevalia gehören (Auswahl):
- Muscari caucasicum (Griseb.) Baker, Syn.: Bellevalia caucasica Griseb.
- Pseudomuscari forniculatum (Fomin) Garbari, Syn.: Bellevalia forniculata (Fomin) Deloney, Muscari forniculatum Fomin: Sie kommt in der Türkei vor.